# Pyrates

Pyrates est un film américain réalisé en 1991 par Noah Stern.

## Synopsis
Ari et Sam essayent la pyrokinésie après avoir fait l'amour.

## Fiche technique
- Titre : Pyrates
- Réalisation : Noah Stern
- Scénario : Noah Stern
- Production : Jonathan Furie
- Genre : Comédie dramatique
- Pays d'origine :  États-Unis
- Durée : 98 minutes
- Dates de sortie :  États-Unis 18 décembre 1991

## Distribution
- Kevin Bacon : Ari
- Kyra Sedgwick : Sam
- Bruce Martyn Payne : Liam
- Kristin Dattilo : Pia
- Buckley Harris : Dr. Weiss
- Deborah Falconer : Rivkah